# Scelorchilus albicollis
El tapaculo (Scelorchilus albicollis), también conocido como tapaculo gorgiblanco, o tapacola común, es una especie de ave paseriforme, una de las dos que integran el género Scelorchilus, de la familia Rhinocryptidae. Se distribuye de manera endémica en el centro de Chile. 

## Distribución y hábitat
Se distribuye en el norte y centro de Chile, desde Atacama hasta Curicó.
Es un ave mayormente terrestre, que habita en el valle central de Chile, la cordillera de la Costa, y la precordillera, desde el nivel del mar hasta una altitud de 1700 m s. n. m.. Es poco común en zonas con matorrales densos, principalmente abajo de los 1000 m s. n. m.

## Descripción
Su largo es de 18 a 19 cm. Dorsalmente es pardo con tonos rojizos. La ceja es blanco-cremosa, al igual que lo ventral, este con rayas transversales negras.

## Comportamiento

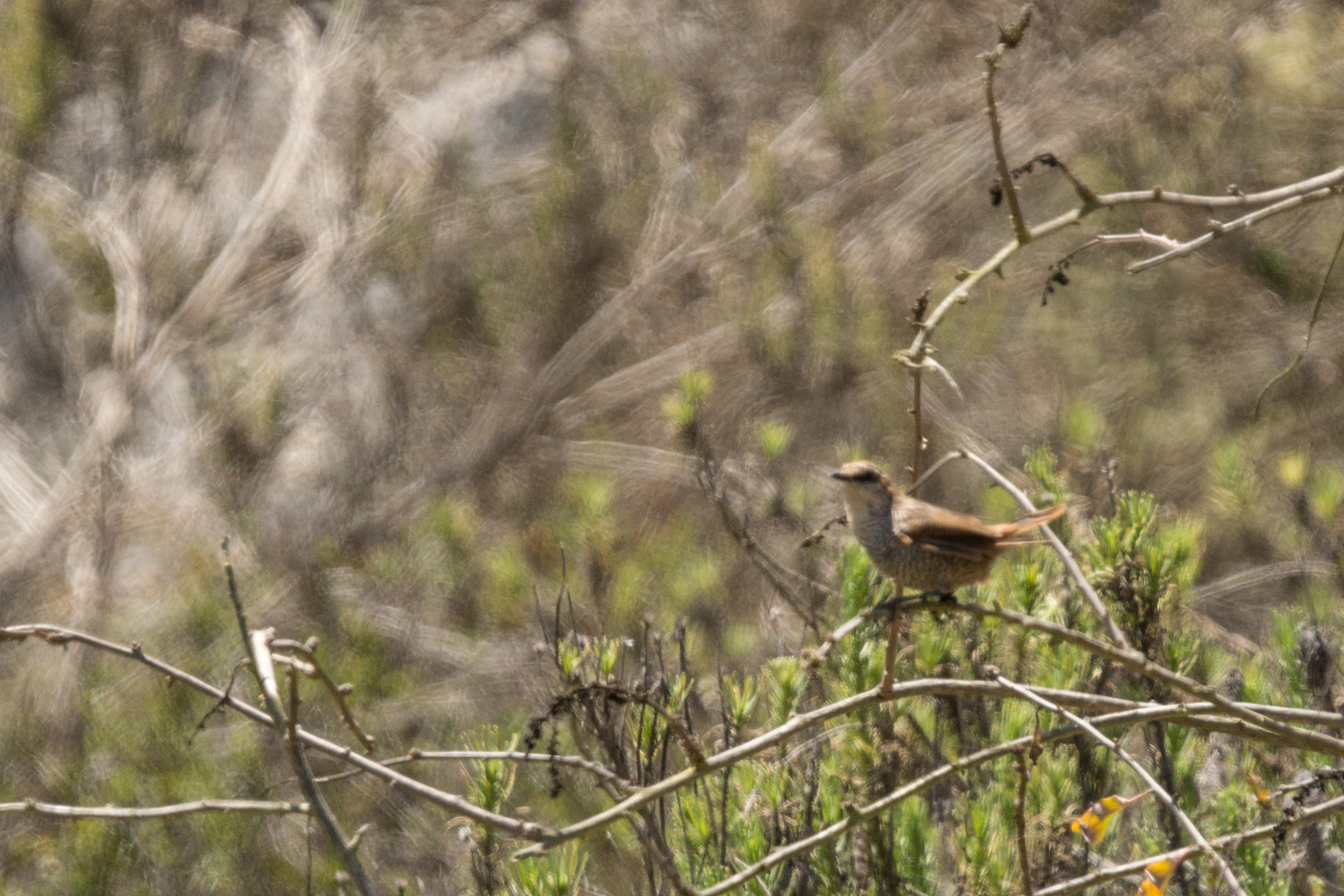
Tapaculo gorgiblanco posado sobre una rama

Acostumbra andar junto con la turca Pteroptochos megapodius, pero permanece mucho más bajo cubierta y así es más difícil de ver, algunas veces corriendo rápidamente de un parche de vegetación a otro, la larga cola levantada perpendicular al suelo.  Ante un posible peligro, huye corriendo en vez de hacerlo volando. Marca su territorio con un fuerte y característico reclamo vocal.

### Alimentación
Escarba la tierra con sus fuertes patas negras en busca de su alimento: insectos, arácnidos, y moluscos, a los que complementa con pequeños lagartos.

### Reproducción
Se reproduce en septiembre u octubre. Construye cuevas en barrancas, y en su interior ovipone 2 a 3 huevos blancos, de 27 mm de largo por 22 mm de diámetro.

### Vocalización
El canto es un sonoro y onomatopéyico “tá-pa, tá-pa-cu-lo, tá-pa-cu-lo, tá-pa-cu, tá-pá-cu, tá-cu, tá-cu”. También sabe dar un repetido “jua-pu, jua-pu, jua-pu...” y otro repetido “pu-pu-pu-pu-pu-pah”.

## Sistemática

### Descripción original
Esta especie fue descrita originalmente por el ornitólogo germano Friedrich Heinrich von Kittlitz en el año 1830, bajo el nombre científico de: Pteroptochos albicollis. Su localidad tipo es: «Valparaiso, Chile».

### Subespecies y distribución
Actualmente se reconocen 2 subespecies, con su correspondiente distribución geográfica:
- Scelorchilus albicollis atacamae (Hellmayr, 1924), que habita en el norte de Chile, en la quebrada de Paposo en el sudoeste de la Provincia de Antofagasta, en la Región de Antofagasta, y desde el sur de Región de Atacama hasta la provincia de Elqui, en la Región de Coquimbo.
- Scelorchilus albicollis albicollis (Kittlitz, 1830), que habita en el centro de Chile, desde el sur de Coquimbo hasta Curicó, en la Región del Maule.